# La grande olimpiade
La grande olimpiade è un film documentario del 1961 diretto da Romolo Marcellini sulle olimpiadi di Roma del 1960.
Il film ha ottenuto una candidatura ai premi Oscar 1962 nella categoria miglior documentario.

## Trama
Una panoramica sui Giochi della XVII Olimpiade, nello splendido scenario di una Roma antica e, allo stesso tempo, moderna. Le competizioni principali, gli atleti che si sfidano alla Basilica di Massenzio, a piazza di Siena, alle terme di Caracalla, allo Stadio Olimpico, allo Stadio dei Marmi: impianti sportivi e complessi monumentali che sono la scenografia di un grandissimo spettacolo.
Attori di questo spettacolo sono gli atleti provenienti da tutto il mondo: da Wilma Rudolph, la velocista detta la gazzella nera, all'italiano Livio Berruti, vincitore dei 200 metri piani a tempo di record del mondo; da Nino Benvenuti che combatte sul ring del Palazzo dello Sport, a Donald Bragg che vince il salto con l’asta, fino all’etiope Abebe Bikila che si aggiudica la maratona notturna correndo scalzo tra la meraviglia generale.

## Riprese e montaggio
La realizzazione della produzione del film fu commissionata dal CONI all'Istituto LUCE. La regia fu affidata a Romolo Marcellini, regista di finzione e documentarista specializzato in film di guerra e di rievocazione storica. La fase di pre-produzione prese il via nel mese di marzo del 1960 con i sopralluoghi e lo studio delle varie postazioni per il posizionamento delle macchine da presa nei molteplici campi di gara. Vennero altresì filmati vari provini a colori con luce artificiale, adoperando delle pellicole Ansco (125 Asa) in 16 e 35 mm ed Eastmancolor in 35 mm che, sottoposte a sovrasviluppo, diedero discreti risultati e resero possibile superare le gravi difficoltà legate alle riprese notturne a colori.
Il complesso della troupe utilizzata per le riprese fu di 303 elementi, tra cui 35 operatori con 70 assistenti e 60 macchinisti. La produzione mise a disposizione 40 macchine da presa, 7 telecamere per le riprese al rallentatore, gru, carrelli, vari camera-car e due elicotteri.
Dal punto di vista contenutistico, Marcellini prese spunto soprattutto da Olympia, il primo film-documentario su un'Olimpiade (Berlino 1936), diretto da Leni Riefenstahl. Come nella pellicola della Riefenstahl, il regista italiano, si basò su una vera e propria sceneggiatura che, partendo dal giorno dell'inaugurazione dei Giochi, il 25 agosto del 1960, con la cerimonia dell'accensione della fiaccola olimpica, ricostruì fedelmente la cronaca delle varie manifestazioni e delle gare svoltesi nei diversi stadi, piscine, pedane e piste, predisposte nei vari luoghi della città: lo Stadio Olimpico, il Palazzo dello Sport dell'E.U.R, il Velodromo, i campi delle Tre Fontane, la piscina delle Rose, come anche la Basilica di Massenzio e le Terme di Caracalla, complessi monumentali che, a completamento dei classici impianti olimpici, furono utilizzati allo scopo di dare ai Giochi un più significativo e più spiccato carattere romano.
Non essendo comunque possibile filmare tutto il programma olimpico, furono selezionati, in base alla sceneggiatura prevista, al calendario delle gare e alle esigenze di uno spettacolo cinematografico, una serie di avvenimenti e di gare di interesse spettacolare. Per le riprese del film, nel complesso, furono quindi utilizzati oltre 80.000 metri di negativo che venne poi stampato in bianco e nero e ordinato in sequenze. Dagli iniziali 80.000 metri di girato, ne furono selezionati circa 12.000 che, successivamente, vennero stampati a colore. Al momento del montaggio, il regista Marcellini, in collaborazione con il montatore Mario Serandrei, operarono il taglio definitivo che portò il film da 12.000 a 4.000 metri di pellicola, pari a due ore e un quarto di durata.
Il commento musicale del film venne ideato e arrangiato da Francesco Lavagnino, con la collaborazione di Armando Trovajoli ed eseguito dall'Orchestra Cinefonica Italiana diretta da Carlo Savina. Solo per il finale fu utilizzato un brano non originale: l'Inno del Sole, tratto dall'opera Iris di Pietro Mascagni.
La distribuzione mondiale fu affidata alla società Cineriz.La grande olimpiade ottenne un grande successo di critica e pubblico in tutto il mondo. Nel 1962 ricevette una nomination all'Oscar (nella categoria miglior documentario) e il Premio d'Oro al Festival cinematografico di Mosca nel 1961.
Il film è stato in seguito restaurato dall'Istituto Luce e, nel 2010, è uscito anche in versione DVD.